# La Chapelle-Bâton (Deux-Sèvres)
La Chapelle-Bâton és un municipi francès situat al departament de Deux-Sèvres i a la regió de la Nova Aquitània. L'any 2007 tenia 337 habitants.

## Demografia

### Població
El 2007 la població de fet de La Chapelle-Bâton era de 337 persones. Hi havia 130 famílies de les quals 25 eren unipersonals (21 homes vivint sols i 4 dones vivint soles), 51 parelles sense fills, 46 parelles amb fills i 8 famílies monoparentals amb fills.
La població ha evolucionat segons el següent gràfic:
Habitants censats

### Habitatges
El 2007 hi havia 167 habitatges, 138 eren l'habitatge principal de la família, 14 eren segones residències i 15 estaven desocupats. Tots els 167 habitatges eren cases. Dels 138 habitatges principals, 110 estaven ocupats pels seus propietaris, 25 estaven llogats i ocupats pels llogaters i 3 estaven cedits a títol gratuït; 1 tenia una cambra, 5 en tenien dues, 14 en tenien tres, 24 en tenien quatre i 94 en tenien cinc o més. 105 habitatges disposaven pel capbaix d'una plaça de pàrquing. A 48 habitatges hi havia un automòbil i a 81 n'hi havia dos o més.

### Piràmide de població
La piràmide de població per edats i sexe el 2009 era:
| Homes | Edats   | Dones |
| ----- | ------- | ----- |
| 0     | 95 o +  | 0     |
| 4     | 90 a 94 | 0     |
| 4     | 85 a 89 | 4     |
| 4     | 80 a 84 | 0     |
| 8     | 75 a 79 | 8     |
| 4     | 70 a 74 | 8     |
| 12    | 65 a 69 | 8     |
| 16    | 60 a 64 | 8     |
| 4     | 55 a 59 | 16    |
| 12    | 50 a 54 | 12    |
| 12    | 45 a 49 | 4     |
| 16    | 40 a 44 | 12    |
| 20    | 35 a 39 | 8     |
| 20    | 30 a 34 | 12    |
| 4     | 25 a 29 | 8     |
| 8     | 20 a 24 | 8     |
| 8     | 15 a 19 | 12    |
| 8     | 10 a 14 | 8     |
| 4     | 5 a 9   | 4     |
| 4     | 0 a 4   | 8     |

## Economia
El 2007 la població en edat de treballar era de 217 persones, 179 eren actives i 38 eren inactives. De les 179 persones actives 171 estaven ocupades (92 homes i 79 dones) i 8 estaven aturades (3 homes i 5 dones). De les 38 persones inactives 20 estaven jubilades, 11 estaven estudiant i 7 estaven classificades com a «altres inactius».

### Ingressos
El 2009 a La Chapelle-Bâton hi havia 146 unitats fiscals que integraven 399 persones, la mediana anual d'ingressos fiscals per persona era de 16.854 €.

### Activitats econòmiques
Dels 5 establiments que hi havia el 2007, 1 era d'una empresa de fabricació d'altres productes industrials, 3 d'empreses de construcció i 1 d'una empresa classificada com a «altres activitats de serveis».
Dels 4 establiments de servei als particulars que hi havia el 2009, 1 era un taller de reparació d'automòbils i de material agrícola, 1 paleta, 1 guixaire pintor i 1 lampisteria.
L'any 2000 a La Chapelle-Bâton hi havia 21 explotacions agrícoles que ocupaven un total de 1.368 hectàrees.

## Equipaments sanitaris i escolars
El 2009 hi havia una escola elemental integrada dins d'un grup escolar amb les comunes properes formant una escola dispersa.

## Poblacions més properes
El següent diagrama mostra les poblacions més properes.